# Yaqub
Yaqub (arabiska: يعقوب) är en profet inom islam. Koranen ger inte många detaljer angående Yaqubs liv, dock står det att han var en rättfärdig profet som fick inspiration från Gud. Yaqub är också känd som Israil, och hans folk, israeliterna, är kända som Bani Israil. De omnämns på flera ställen i Koranen. Yaqub anses enligt islamisk tradition vara Ishaqs (den bibliska Isaks) son, och således även Ibrahims (den bibliska Abrahams) barnbarn. En av Yaqubs söner, Yusuf, var också profet.